# المديح الذاتي لشولغي (شولغي د)
المديح الذاتي لشولغي (شولغي د) هو ترنيمة سومرية للحاكم شولغي من سلالة أور الثالثة، وهو مكتوب على ألواح طينية تعود للفترة بين 2100 و2000 قبل الميلاد.

## التجميع
تم إكتشاف الترنيمة في متحف جامعة بنسلفانيا للآثار والأنثروبولوجيا، ضمن كتالوج القسم البابلي (CBS)، رقم اللوح 11065 من الحفريات في مكتبة المعبد في نيبور. وقد تم ترجمتها بواسطة جورج هارون بارتون في عام 1918 ونُشرت لأول مرة تحت عنوان "نصوص دينية سومرية" في "نقوش بابلية متنوعة"، الرقم الثالث، بعنوان "ترنيمة لدونغي" (الذي أعيد تسميته لاحقًا إلى شولغي). يبلغ حجم اللوح 7 بوصات (18 سم) عرضًا و5.4 بوصات (14 سم) طولًا و1.6 بوصة (4.1 سم) في أسمك نقطة منه. وأشار بارتون إلى أن ترانيم مماثلة نشرها ستيفان لانجدون وأُدخلت إلى الديانة السومرية في زمن سلالة أور الثالثة فصاعداً. يرجع تاريخ اللوح إلى عهد شولجي، مشيرًا إلى أن "خط ألواحنا يظهر أن هذه النسخة قد أُعدّت خلال زمن الأسرة الأولى في بابل، ولكن ذلك لا يستبعد تاريخًا أقدم لتأليف النص الأصلي." أستخدم جاكوب كلاين ألواحًا أخرى لتوسيع وترجمة الأسطورة مرة أخرى في عام 1981. وقد أستخدم عدة ألواح أخرى من متحف الجامعة في بنسلفانيا بما في ذلك CBS 8289. كما أدرج أيضًا ترجمات من الألواح الموجودة في مجموعة نيبور في متحف الشرق القديم في إسطنبول، رقم الكتالوج 4571. كما أستخدم أيضًا الجدول رقم 5379 من متحف اللوفر في باريس.

## القصة
في القصة، يتم مدح شولغي ومقارنته بمختلف أنواع الحيوانات وأشياء عجيبة مثل الشجرة.
| « | "كانت مزينة بجلال مهيب على النهر المرفوع، ومزودة بقرون مقدسة، ويضيء رمز الكبش الذهبي في الهواء الطلق. وقد استخدم البتومين الخاص بإنكي الذي قُدم بسخاء من الأبزو؛ وكانت المقصورة فيه تُشبه القصر. كما كانت مزينة بالنجوم كأنها السماء." | » |

تُوصف تفاعلاته وعلاقاته مع عدد كبير من آلهة البانثيون السومري بالإضافة إلى أنتصاراته في الأراضي الأجنبية ووصف المركب الملكي.
| « | "أنت قوي مثل شجرة الإيلداغ المغروسة بجانب مجرى ماء. أنت منظر جميل، مثل شجرة المِك الخصبة المثمرة بثمار ملونة. أنت محبوب من قبل نينيجالا، مثل نخلة مقدسة من دلمون. لديك ظل لطيف، مثل أرز رطب ينمو بين السرو." | » |

## مناقشة
ويقترح صموئيل نوح كريمر أن ترانيم شولغي التي تتحدث عن إنجازات الملك ركزت على مجالين هما السلوك الاجتماعي والدين. يظهر فيها إهتمامه بالعدالة الإجتماعية والقانون والمساواة إلى جانب إيمانه في طقوسه الكهنوتية وتفاعله مع الآلهة. ويشير إلى أن "أهم ما كان يشغل أذهانهم هو معبد إيكور، وهو المعبد المقدس في نيبور، حيث كان كل ملك تقريبًا في مجموعة الترانيم يقدم الهدايا والقرابين والتضحيات إلى إنليل ".

## أنظر أيضًا
- أسطوانة بارتون
- مراسلات ملوك أور
- مناظرة بين الشتاء والصيف
- مناظرة بين الأغنام والحبوب
- إنليل ونينليل
- العراف البابلي القديم
- ترنيمة إنليل
- ترنيمة معبد كش
- مرثاة أور
- الديانة السومرية
- الأدب السومري

## روابط خارجية
- متحف جامعة CDLI، جامعة بنسلفانيا، فيلادلفيا، بنسلفانيا، الولايات المتحدة الأمريكية. رقم المتحف: CBS 11065
- بارتون، جورج آرون. ، نقوش بابلية متنوعة، مطبعة جامعة ييل، 1918. النسخة الإلكترونية
- ETCSL مدح شولجي لنفسه (Shulgi D) - قائمة المراجع
- ETCSL مدح شولجي لنفسه (Shulgi D) - ترجمة
- ETCSL مدح شولجي لنفسه (Shulgi D) - نص مركب